# Tele.ring

tele.ring var en österrikisk teleoperatör som sedan 2006 ägs av den österrikiska delen av T-Mobile. Man fungerar dock som en självständig operatör och konkurrerar med bland andra Yesss och A1.